# Karl Böckmann
Karl Ernst Böckmann, auch: Boeckmann und Boekmann (9. März 1826 (Tauftag) in Heppenheim; † 2. Juni 1905 in Capri oder Lugano), war ein deutscher Verwaltungsjurist, zuletzt Kreisrat des Kreises Gießen und Direktor der Provinz Oberhessen des Großherzogtums Hessen.

## Familie
Der Vater von Karl Böckmann war August Böckmann (1781–1857), Steuerkommissar in Heppenheim, die Mutter Wilhelmine Friederike, eine geborene Wolf.
Karl Böckmann heiratete zwei Mal.

1.) 1885 Henriette Margaret Emilie Crößmann (1828–1886), Tochter des Seminardirektors Philipp Peter Crößmann, aus Groß-Zimmern und

2.) 1891, nach dem Tod seiner ersten Frau, Marian Whittacker.

## Karriere
Karl Boekmann studierte ab dem Sommersemester 1844 Rechtswissenschaften in Gießen und anschließend in Heidelberg. Das Studium schloss er 1847 mit einer Promotion an der Universität Gießen ab.
Der Berufseinstieg erfolgte noch 1847 als Regierungsakzessist in der Verwaltung des Großherzogtums Hessen. 1854 wurde er Assessor beim Kreis Darmstadt, 1862 kommissarischer Kreisrat des Kreises Groß-Gerau und dort dann 1865 auch endgültig Kreisrat. 1877 wechselte er als Kreisrat zum Kreis Gießen, eine Stelle die mit dem Amt eines Provinzialdirektors der Provinz Oberhessen verbunden war. 1888 trat er in den Ruhestand.

## Ehrungen
- 1872 Preußischer Kronenorden IV. Klasse am Erinnerungsbande[7]
- 1879 Ritterkreuz I. Klasse des Verdienstordens Philipps des Großmütigen[8]
- 1883 Preußischer Kronenorden II. Klasse[9]
- 1888 Komturkreuz II. Klasse des Verdienstordens Philipps des Großmütigen[10]